# UFC 208
UFC 208: Holm vs. de Randamie foi um evento de artes marciais mistas (MMA) produzido pelo Ultimate Fighting Championship realizado no dia 11 de fevereiro de 2017, no Barclays Center, em Nova Iorque, nos Estados Unidos.

## Fundo

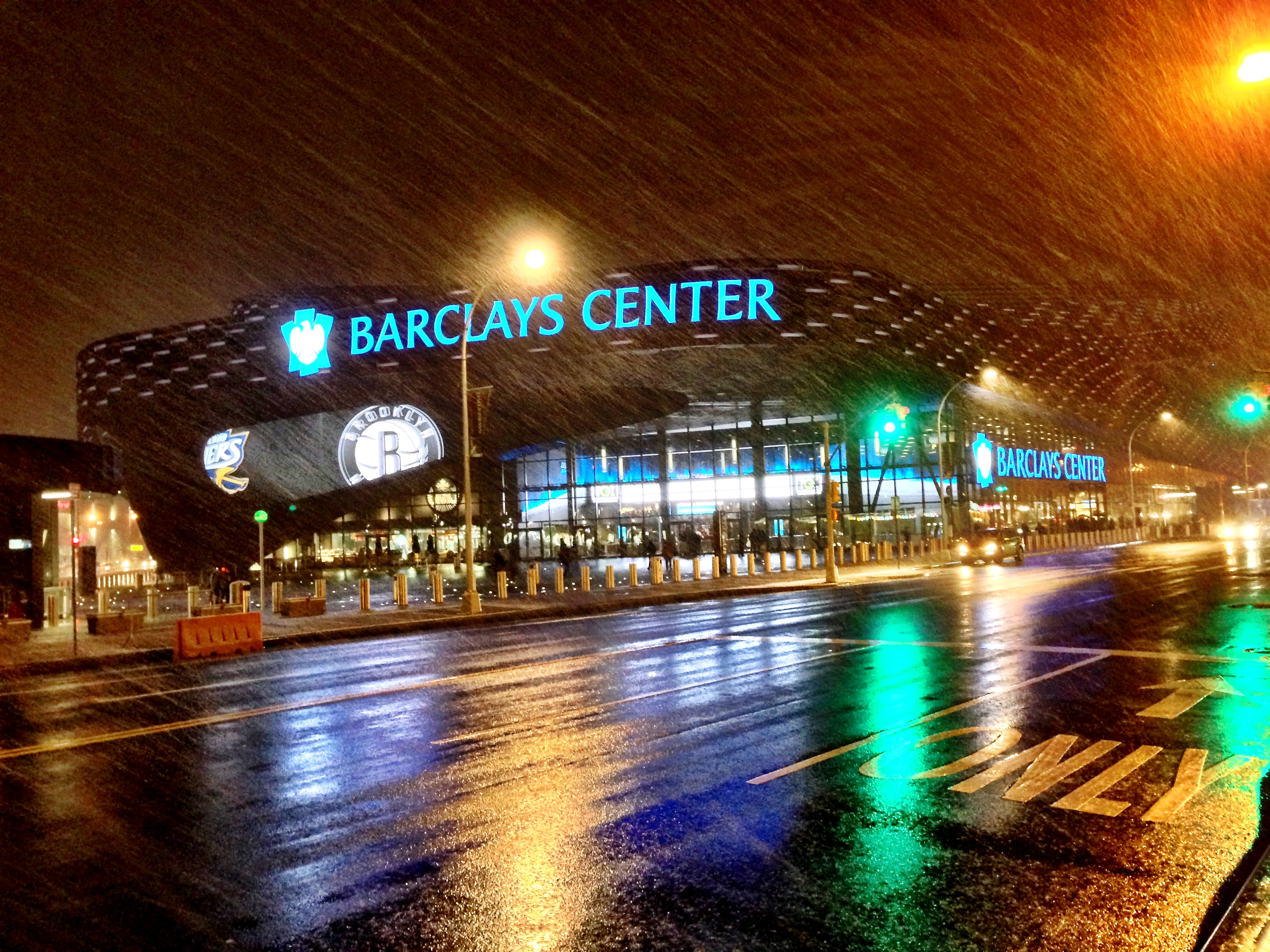
Barclays Center oferece jogos para times como o Brooklyn Nets e New York Islanders.

O evento foi originalmente agendado para acontecer no dia 21 de janeiro, no Honda Center em Anaheim, Califórnia. No entanto, devido à falta de adequado headliners para a data, o evento em Anaheim foi adiado para o dia 5 de agosto, e originalmente agendada UFC 209 a ser realizada no Barclays Center, no Brooklyn, Nova York, em 11 de fevereiro, foi renomeado como UFC 208. Este foi o primeiro evento do UFC realizado no Brooklyn e o quarto da geral hospedado no estado de Nova York.
O evento é esperado para ser encabeçado por inaugural do UFC Mulheres Pluma Campeonato de luta entre o ex-campeão do peso-galo do UFC Holly Holm e Germaine de Randamie. Também será a primeira luta no peso-galo feminino do UFC. Holm pode se tornar a primeira mulher a ganhar títulos em várias divisões do UFC da história e o quarto da geral para o fazer.
Um peso Pena do UFC, Campeonato de unificação luta entre dois-campeão José Aldo e o campeão interino Max Holloway estava em obras para este cartão. A luta, eventualmente, não se concretizou como Holloway tinha alguma consideração (irritante lesões e o desejo de passar o Natal com sua família) sobre a luta apenas dois meses após o UFC 206.
O original Anaheim evento contou com dois anunciou bouts, incluindo flyweights Wilson Reis e Ulka Sasaki, bem como um meio-pesado do combate entre o ex - UFC Light Heavyweight Championship challenger Glover Teixeira e Jimi Manuwa. Teixeira é agora esperado para enfrentar Jared Cannonier no evento, enquanto Manuwa é esperado para enfrentar Corey Anderson no UFC Fight Night 107.
Um luta np peso-mosca entre Ian McCall e Neil Seery foi originalmente agendada para o UFC Fight Night: Mousasi vs. Hall 2. No entanto, o emparelhamento foi descartado no dia do pesar-ins, como McCall teve de retirar da luta, depois de se tornar doente, devido a efeitos de sua corte de peso. A luta mais tarde foi remarcada para este evento. por sua vez, Seery retirado em 29 de janeiro, devido ao falecimento de sua mãe-de-lei. Ele foi substituído por promocional recém-chegado Abalada Brooks.
Gilbert Burnser no evento. No entanto, Queimaduras tirou da luta em meados de janeiro, citando a lesão. por sua vez, Felder foi removido do cartão e remarcado contra um novo adversário em um evento separado, uma semana depois.
Um peso pesado concurso entre Derrick Lewis e Travis Browne foi agendada para ter lugar a este evento, mas foi transferido de uma semana depois, a manchete já agendada a Noite de Luta do evento.
George Sullivan foi escalado para enfrentar o Randy Brown no evento. No entanto, em 26 de janeiro, Sullivan foi retirado do card, após ser notificada por YOSHIMI de um potencial anti-doping, violação decorrente de um fora-de-competição amostra recolhida anteriormente. Promocional os funcionários estão supostamente a procura de uma substituição em uma tentativa de manter Marrom no cartão.
Luis Henrique era esperado para enfrentar Marcin Tybura, mas retirado em 1 de fevereiro. Uma pesquisa está em andamento para uma substituição.

## Card Oficial
Nota 1 Pelo Cinturão Peso-Pena-Feminino Inaugural do UFC.

## Bônus da Noite
Os lutadores receberam $50.000 de bônus
- Luta da Noite:  Dustin Poirier vs.  Jim Miller
- Performance da Noite:  Ronaldo Souza